# Pirates d'East Carolina

Autre logo des Pirates.

Les Pirates d'East Carolina (en anglais : East Carolina Pirates) sont un club omnisports universitaire de l'université de l'Est de la Caroline à Greenville (Caroline du Nord). 
Les équipes des Pirates participent aux compétitions universitaires organisées par la National Collegiate Athletic Association. 
East Carolina fait partie de l'American Conference.
Le programme de football américain débute en 1932. Depuis lors, les Pirates ont remporté le titre de champion de la Conference USA en 2008 et en 2009, le Hawaii Bowl de 2007 et le Beef 'O' Brady's Bowl de 2013.
L'équipe de natation et de plongeon est mise en place en 1953 et remporte le premier titre national des Pirates en 1957.